# فري! تايمليس ميدلي
فري! تايمليس ميدلي (باليابانية: 劇場版 Free!-Timeless Medley-، بالروماجي:  Gekijōban Free! Timeless Medley) (بالإنجليزية: Free! Timeless Medley)‏ هي سلسلة أفلام أنمي يابانية أنتجت من قبل كيوتو أنيميشن ودو أنيميشن، والفلمان عبارة عن تجميع للموسم الثاني من المسلسل الأنمي التلفزيوني فري!، الذي تم عرضه من عام 2013 إلى عام 2014، مع أضافة لقطات جديدة ومشاهد تمت إعادة بنائها. الفيلم الأول ذا بوند (بالإنجليزية: The Bond)‏ (باليابانية: 絆، بالروماجي: Kizuna) عرض في 22 أبريل عام 2017، وبلغت مدتة 94 دقيقة. الفيلم الثاني الوعد (بالإنجليزية: The Promise)‏ (باليابانية: 約束، بالروماجي:  Yakusoku) عرض في 1 يوليو عام 2017، وبلغت مدته 99 دقيقة.

## القصة

### ذا بوند
في المدرسة الثانوية، قرر هاروكا ناناسي ترك فريق نادي السباحة بعد خلاف مع منافسه رين ماتسوكا، مما تسبب في استياء إيكويا كيريشيما. يبدأ نادي السباحة بالتفرق
بينما يبتعد اساهي شينا، ويذهب إيكويا للدراسة في الخارج. في الوقت الحالي، يستعد هاروكا للبطولات مع زملائه في الفريق ماكوتو تاتشيبانا وناجيسا هازوكي وري ريوجازاكي، بينما يقوم رين، الذي تصالح معه منذ ذلك الحين، بنفس الشيء. على الرغم من أن هاروكا في سنته الأخيرة من المدرسة الثانوية، إلا أنه لم يقرر بعد ما الذي يريد فعله بعد التخرج، حتى بعد أن يتم الكشف عنه من قبل إحدى الكليات خلال بطولات المحافظات. وفي الوقت نفسه، أصبح ماكوتو مصدر إلهام ليصبح مدربًا للسباحة بعد مساعدة شقيق كيسومي شيجينو الصغير، هاياتو، في تعلم كيفية السباحة.

### الوعد
سوسوكي يامازاكي، أفضل صديق لرين منذ الطفولة، ينتقل إلى فصله في أكاديمية سامزوكا. كان رين وسوسوكي قد وعدا بعضهما بعضًا كأطفال بمواصلة مسيرتهما في السباحة، ولكن دون علم رين، تكبدت سوسوكي إصابة خطيرة في الكتف بسبب الإفراط في التدريب، ومع ذلك يواصل السباحة أثناء استعداده للبطولات القادمة. في حين أن رين جاد في السباحة، فإن سوسوكي يكافح من أجل إيجاد سبب للاستمرار، مما يزيد من توتر صداقتهما.

## الأداء الصوتي
هاروكا ناناسي
مؤدي الصوت: نوبوناغا شيمازاكي
ماكوتو تاتشيبانا
مؤدي الصوت: تاتسوهيسا سوزوكي
إيكويا كيريشيما
مؤدي الصوت: كوكي أوتشياما
رين ماتسوكا
مؤدي الصوت: مامورو ميانو
سوسوكي يامازاكي
مؤدي الصوت: يوشيماسا هوسويا
ناتسويا كيريشيما
مؤدي الصوت: كينجي نوجيما
أييتشيرو نيتوري
مؤدي الصوت: كوكي مياتا
موموتارو ميكوشيبا
مؤدي الصوت: كينيتشي سوزومورا
ري ريوغازاكي
مؤدي الصوت: دايسكي هيراكاوا
ناو سيريزاوا
مؤدي الصوت: ساتوشي هينو
كيسومي شيغينو
مؤدي الصوت: تشيهيرو سوزوكي
غو ماتسوكا
مؤدية الصوت: أكينو واتانابي
ميهو أماكاتا
مؤدية الصوت: ساتسكي يوكينو
ناغيسا هازوكي
مؤدي الصوت: تسوباسا يوناغا
ري ريوغازاكي
مؤدي الصوت: دايسكي هيراكاوا
أساهي شينا
مؤدي الصوت: توشيوكي تويوناغا

## وصلات خارجية
- الموقع الرسمي (باليابانية)

فري! تايمليس ميدلي على موقع ANN anime (الإنجليزية)